# Lidměřice
Lidměřice (německy Lidmeritz) jsou vesnice, součást městysu Olbramovice v okrese Znojmo. Do roku 1966 se také jednalo o samostatné katastrální území.

## Historie
První písemná zmínka o Lidměřicích pochází z roku 1358. Ves byla v 19. století tvořena návsí kolem cesty ze sousedních Olbramovic do Šumic. Uprostřed návsi stojí zvonice, náves se směrem k Olbramovicím zužuje. Od zvonice vede cesta, kolem níž se nacházela domkařská zástavba, přes potok do blízkých Želovic. Lidměřice tak tvoří východní část současných Olbramovic.
Po zrušení patrimoniální správy v polovině 19. století byly Lidměřice samostatnou obcí. V roce 1949 byly i se Želovicemi a Babicemi připojeny k Olbramovicím. O status místní části přišly v 50. letech 20. století. V roce 1966 bylo zrušeno katastrální území Lidměřic a jeho plocha byla přičleněna k olbramovickému katastru.

## Obyvatelstvo
| 1869 | 1880 | 1890 | 1900 | 1910 | 1921 | 1930 | 1950 | 1961 | 1970 | 1980 | 1991 | 2001 | 2011 |
| ---- | ---- | ---- | ---- | ---- | ---- | ---- | ---- | ---- | ---- | ---- | ---- | ---- | ---- |
| 142  | 152  | 172  | 158  | 150  | 172  | 153  | 123  | —    | —    | —    | —    | —    | —    |

## Galerie

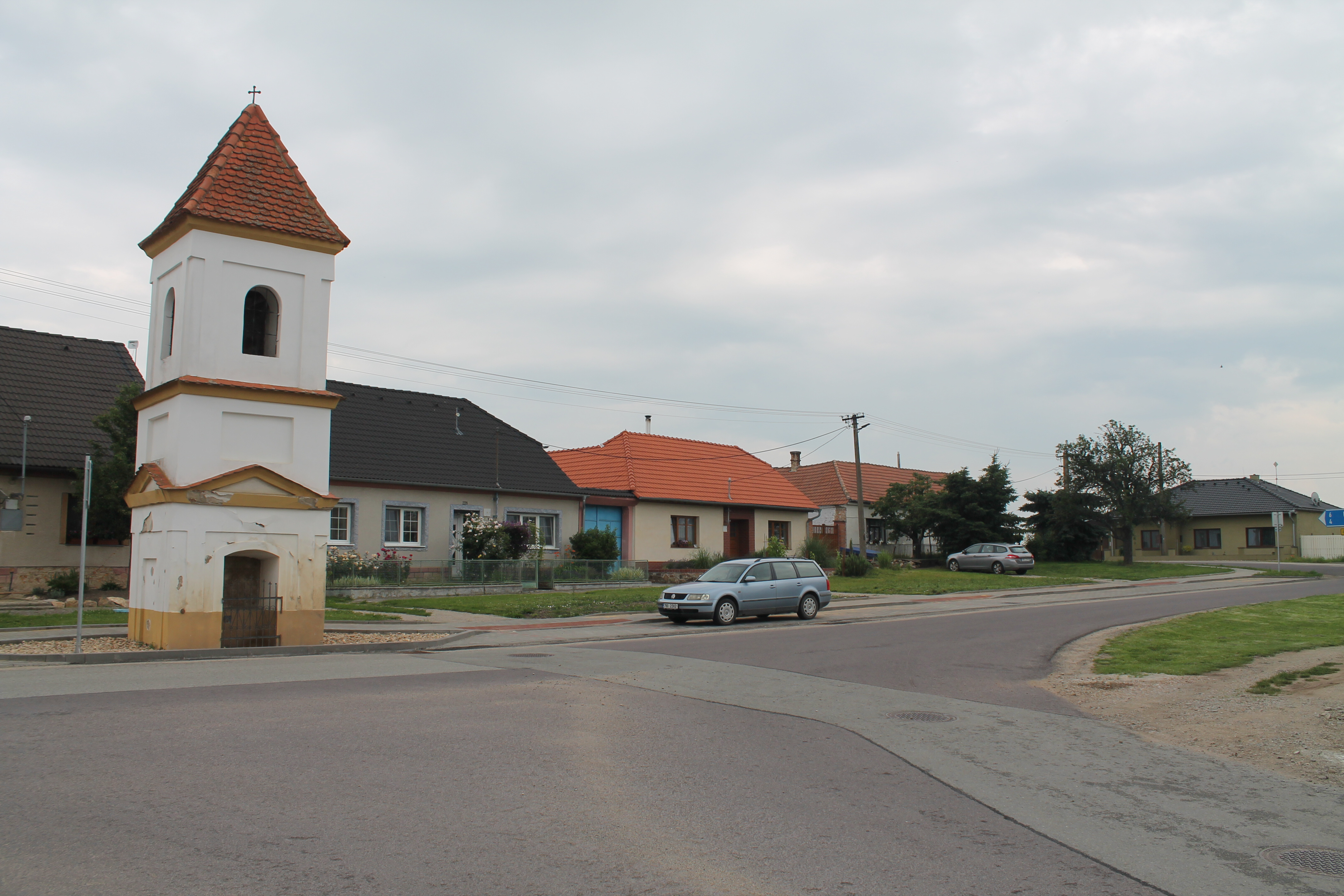
Náves v Lidměřicích
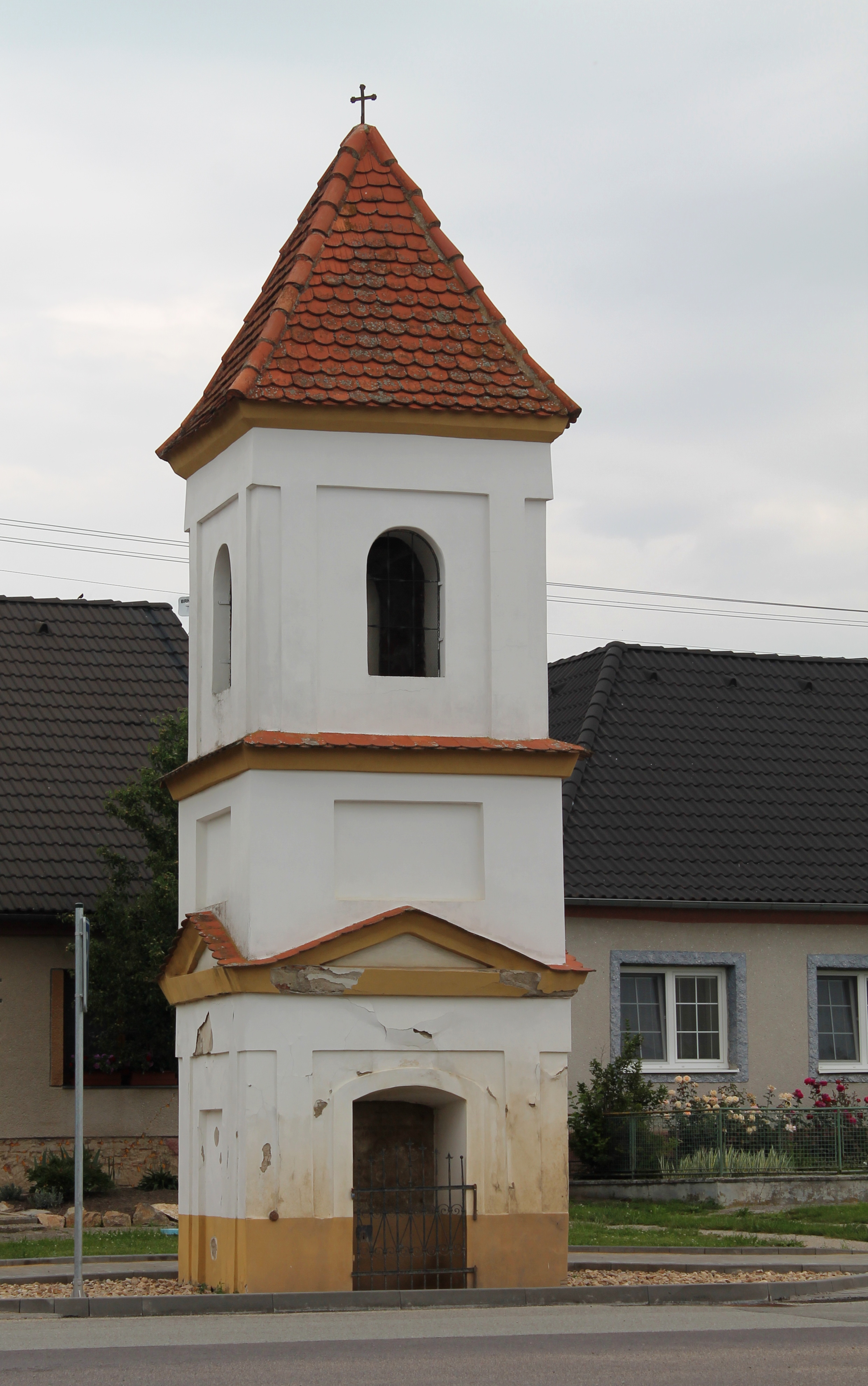
Zvonice
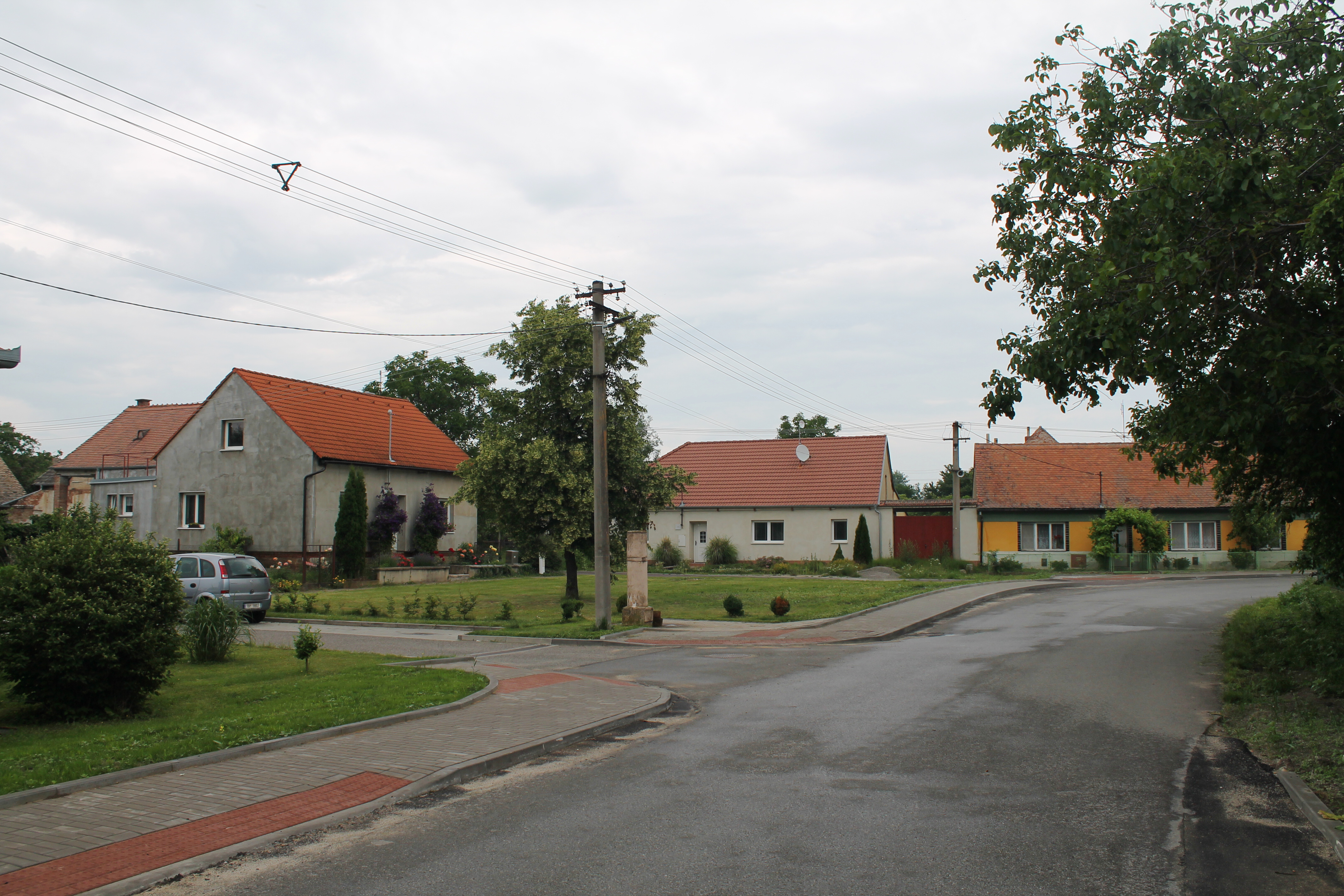
Domkářská zástavba
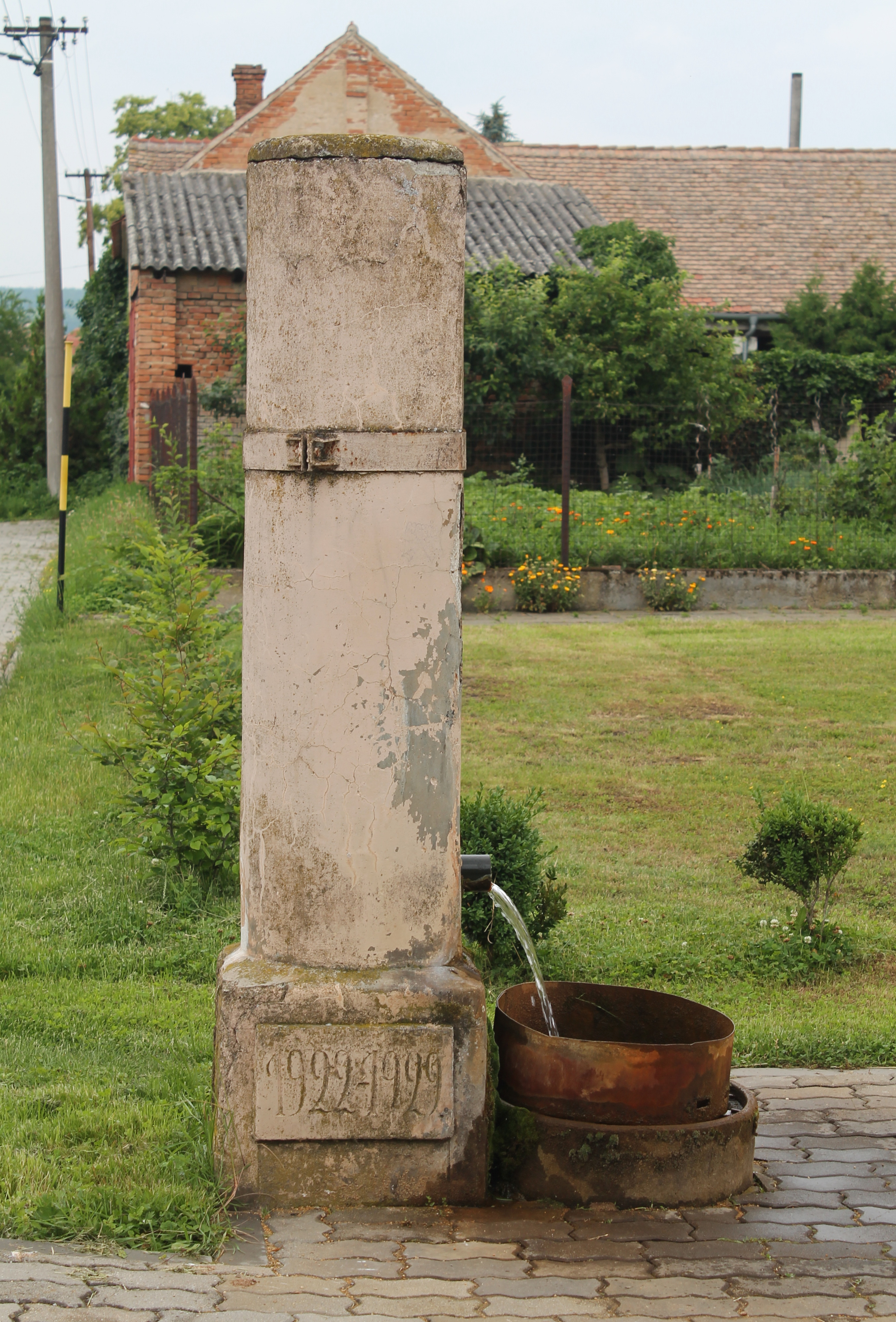
Artéský pramen